# Хуан Хосе Артеро
Хуан Хосе Артеро (ісп. Juan José Artero; *27 червня 1965, Мадрид) — іспанський актор театру, кіно і телебачення. В Україні відомий завдяки своїй ролі Капітана Рікардо Монтеро в телесеріалі «Корабель».

## Біографія
Народився 27 червня 1965 у місті Мадрид в Іспанії. Першу свою роль отримав у віці 14 років, знявшись у ролі Хаві у фільмі «Синє літо» (ісп. Verano azul).